# Criollas de Caguas 2020
Questa voce raccoglie le informazioni riguardanti le Criollas de Caguas nella stagione 2020.

## Organigramma societario
Area direttiva
- Presidente: Francisco Ramos

Area tecnica
- Allenatore: Juan Carlos Nuñez

## Rosa
| N° | Nome               | Ruolo | Data di nascita   | Nazionalità sportiva |
| -- | ------------------ | ----- | ----------------- | -------------------- |
| 1  | Micaya White       | S     | 20 settembre 1998 | Stati Uniti          |
| 2  | Shara Venegas      | L     | 18 settembre 1992 | Porto Rico           |
| 7  | Azariah Stahl      | S     | 21 giugno 1995    | Stati Uniti          |
| 10 | Diana Reyes        | C     | 29 aprile 1993    | Porto Rico           |
| 11 | Karina Ocasio      | O     | 1º agosto 1985    | Porto Rico           |
| 12 | Jetzabel Del Valle | C     | 19 dicembre 1979  | Porto Rico           |
| 13 | Karla Colón        | P     | 23 aprile 1984    | Porto Rico           |
| 15 | Ivania Ortiz       | S     | 15 luglio 1999    | Porto Rico           |
| 16 | Ana Sofía Jusino   | C     | 5 gennaio 1994    | Porto Rico           |
| 17 | Glorimar Ortega    | P     | 21 novembre 1983  | Porto Rico           |
| 20 | Gabriela Alicea    | S     | 18 aprile 1997    | Porto Rico           |
| 21 | Carelis Rojas      | P     | 27 febbraio 1994  | Porto Rico           |

## Mercato
| Acquisti | Acquisti        | Acquisti              | Acquisti   |
| R.       | Nome            | da                    | Modalità   |
| -------- | --------------- | --------------------- | ---------- |
| S        | Micaya White    | Texas                 | definitivo |
| S        | Azariah Stahl   | Genève                | definitivo |
| S        | Ivania Ortiz    | Hofstra               | definitivo |
| P        | Glorimar Ortega | Polluelas de Aibonito | definitivo |
| S        | Gabriela Alicea | Binghamton            | definitivo |
| P        | Karla Colón     | -                     | definitivo |

| Cessioni | Cessioni          | Cessioni             | Cessioni   |
| R.       | Nome              | a                    | Modalità   |
| -------- | ----------------- | -------------------- | ---------- |
| P        | Karla Colón       | -                    | definitivo |
| L        | Pamela Cartagena  | Llaneras de Toa Baja | definitivo |
| S        | Nelmarie Cruz     | Changas de Naranjito | definitivo |
| P        | Jennifer Nogueras | Thīras               | definitivo |
| O        | Oneida González   | Llaneras de Toa Baja | definitivo |
| S        | Pilar Victoriá    | Nyíregyháza          | definitivo |
| S        | Azariah Stahl     | -                    | ritirata   |

## Risultati

### LVSF

#### Regular season
| 12 febbraio 2020 Coliseo Rafael Amalbert, Juncos             | Valencianas de Juncos     | 2 - 3 | Criollas de Caguas        | 26-24, 25-22, 16-25, 23-25, 14-16 |
| 13 febbraio 2020 Coliseo Antonio R. Barceló, Toa Baja        | Llaneras de Toa Baja      | 3 - 1 | Criollas de Caguas        | 15-25, 25-13, 25-19, 25-15        |
| 15 febbraio 2020 Coliseo Roger L. Mendoza, Caguas            | Criollas de Caguas        | 3 - 1 | Indias de Mayagüez        | 25-19, 25-12, 22-25, 25-23        |
| 18 febbraio 2020 Coliseo Roger L. Mendoza, Caguas            | Criollas de Caguas        | 3 - 0 | Pinkin de Corozal         | 25-19, 25-19, 25-22               |
| 20 febbraio 2020 Coliseo Roger L. Mendoza, Caguas            | Criollas de Caguas        | 3 - 2 | Changas de Naranjito      | 25-20, 25-15, 24-26, 26-28, 15-8  |
| 23 febbraio 2020 Coliseo Rubén Zayas Montañez, Trujillo Alto | Amazonas de Trujillo Alto | -     | Criollas de Caguas        | annullata                         |
| 26 febbraio 2020 Coliseo Roger L. Mendoza, Caguas            | Criollas de Caguas        | 3 - 1 | Valencianas de Juncos     | 25-17, 25-18, 18-25, 25-19        |
| 28 febbraio 2020 Coliseo Roger L. Mendoza, Caguas            | Criollas de Caguas        | 3 - 1 | Indias de Mayagüez        | 25-22, 27-29, 25-16, 25-21        |
| 1º marzo 2020 Coliseo Roger L. Mendoza, Caguas               | Criollas de Caguas        | 3 - 2 | Llaneras de Toa Baja      | 22-25, 21-25, 25-15, 25-17, 19-17 |
| 3 marzo 2020 Palacio de Recreación y Deportes, Mayagüez      | Indias de Mayagüez        | 3 - 2 | Criollas de Caguas        | 25-19, 15-25, 25-20, 10-25, 15-13 |
| 7 marzo 2020 Coliseo Roger L. Mendoza, Caguas                | Criollas de Caguas        | 3 - 0 | Amazonas de Trujillo Alto | 25-22, 25-14, 25-22               |
| 8 marzo 2020 Coliseo Carmen Zoraida Figueroa, Corozal        | Pinkin de Corozal         | 1 - 3 | Criollas de Caguas        | 25-23, 19-25, 14-25, 13-25        |
| 12 marzo 2020 Coliseo Rafael Amalbert, Juncos                | Valencianas de Juncos     | -     | Criollas de Caguas        | annullata                         |
| 14 marzo 2020 Coliseo Gelito Ortega, Naranjito               | Changas de Naranjito      | -     | Criollas de Caguas        | annullata                         |
| 20 marzo 2020 Coliseo Roger L. Mendoza, Caguas               | Criollas de Caguas        | -     | Pinkin de Corozal         | annullata                         |
| 22 marzo 2020 Palacio de Recreación y Deportes, Mayagüez     | Indias de Mayagüez        | -     | Criollas de Caguas        | annullata                         |
| 25 marzo 2020 Coliseo Roger L. Mendoza, Caguas               | Criollas de Caguas        | -     | Amazonas de Trujillo Alto | annullata                         |
| 27 marzo 2020 Coliseo Roger L. Mendoza, Caguas               | Criollas de Caguas        | -     | Valencianas de Juncos     | annullata                         |
| 29 marzo 2020 Coliseo Roger L. Mendoza, Caguas               | Criollas de Caguas        | -     | Llaneras de Toa Baja      | annullata                         |
| 2 aprile 2020 Coliseo Carmen Zoraida Figueroa, Corozal       | Pinkin de Corozal         | -     | Criollas de Caguas        | annullata                         |
| 4 aprile 2020 Coliseo Roger L. Mendoza, Caguas               | Criollas de Caguas        | -     | Changas de Naranjito      | annullata                         |
| 8 aprile 2020 Coliseo Rubén Zayas Montañez, Trujillo Alto    | Amazonas de Trujillo Alto | -     | Criollas de Caguas        | annullata                         |
| 11 aprile 2020 Coliseo Antonio R. Barceló, Toa Baja          | Llaneras de Toa Baja      | -     | Criollas de Caguas        | annullata                         |
| 15 aprile 2020 Coliseo Gelito Ortega, Naranjito              | Changas de Naranjito      | -     | Criollas de Caguas        | annullata                         |

## Statistiche

### Statistiche di squadra
| Competizione | Punti | In casa | In casa | In casa | In trasferta | In trasferta | In trasferta | Totale | Totale | Totale |
| Competizione | Punti | G       | V       | P       | G            | V            | P            | G      | V      | P      |
| ------------ | ----- | ------- | ------- | ------- | ------------ | ------------ | ------------ | ------ | ------ | ------ |
| LVSF         | 25    | 7       | 7       | 0       | 4            | 2            | 2            | 11     | 9      | 2      |
| Totale       | -     | 7       | 7       | 0       | 4            | 2            | 2            | 11     | 9      | 2      |

G = partite giocate; V = partite vinte; P = partite perse